# Habeas Tortue
Habeas Tortue est un épisode de la série télévisée d'animation Les Simpson. Il s'agit du premier épisode de la trente-quatrième saison et du 729e de la série.

## Synopsis
Après que l'humiliation publique l'ait forcé à douter de sa propre intelligence, Homer forme un groupe Internet consacré à résoudre le mystère derrière la disparition d'une tortue du zoo de Springfield mais découvre quelque chose de beaucoup plus sinistre. Homer se lance dans une cabale complotiste alors qu'il traque une tortue disparue.

## Réception
Lors de sa première diffusion, l'épisode a attiré 4,15 million de téléspectateurs.